# Lijst van voormalige gemeenten in Territoire de Belfort
Dit is een lijst met voormalige gemeenten in het Franse department Territoire de Belfort sinds het einde van de Tweede Wereldoorlog.

## Herindelingen

### 2019
- Meroux > Meroux-Moval
- Moval > Meroux-Moval

### 1997
- Meroux-Moval > Meroux & Moval

### 1983
- Delle > Delle & Joncherey

### 1980
- Delle > Delle & Lebetain

### 1978
- Chèvremont-Fontenelle > Chèvremont & Fontenelle

### 1973
- Chèvremont > Chèvremont-Fontenelle
- Eschêne-Autrage > Autrechêne
- Etueffont-Bas > Étueffont
- Etueffont-Haut > Étueffont
- Fontenelle > Chèvremont-Fontenelle
- Rechotte > Autrechêne

### 1972
- Évette > Évette-Salbert
- Joncherey > Delle
- Lebetain > Delle
- Meroux > Meroux-Moval
- Moval > Meroux-Moval
- Salbert > Évette-Salbert
- Trétudans > Trévenans
- Vourvenans > Trévenans